# جويل بيرغمان
جويل بيرغمان (بالإنجليزية: Joel Bergman)‏ هو مهندس معماري أمريكي، ولد في 20 أغسطس 1936 في لوس أنجلوس في الولايات المتحدة، وتوفي في 24 أغسطس 2016.